# Llop II

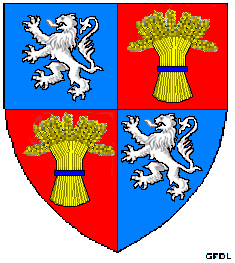
Escut heràldic del ducat de Gascunya.

Llop II fou duc de Gascunya nomenat per Carles I (Carlemany) avançat el 768. El seu parentiu no està establert. Einhart l'esmenta com "Wasconum dux Lupus" el 770 però no dona cap parentiu, però la possibilitat que fos fill d'Hattó és raonable per tal com Llop hauria estat el nom del pare d'Eudes I d'Aquitània i perquè Hattó havia patit tortura per haver estat lleial a Pipí el Breu i, per tant, seria una forma de compensació lògica, doncs el ducat de Gascunya fou el càrrec més important que va subsistir a l'antiga Aquitània després de la conquesta dels francs. El càrrec no era hereditari.
Aquest Llop seria germà de Adalgar i Either (Artalgarius i Ictérius) que apareixen esmentats com a ostatges entregats per Waifré a Pipí el Breu en la pau del 760 i que, com que no apareixen en els anys següents, es suposa que haurien restat a França almenys fins al 768. Després Adalgar o Artalgari hauria rebut el comtat de la Marca de Gascunya i Either o Icteri el comtat d'Alvèrnia, però les fonts primàries manquen.
Llop II va morir en data incerta potser vers el 778 i segurament el ducat fou deixat vacant. Sanx I Llop seria fill seu però la seva família no es coneix donat que els fills que li atribueix la falsa carta d'Alaó (Adalric, Llop Sanx i Adela) són segurament imaginaris. Carlemany va fer la seva expedició a Saragossa (778) i quan va tornar fou derrotat a Roncesvalles pels vascons, la direcció dels quals s'atribueix de vegades a Llop II i més modernament al seu suposat fill Sanx Llop I que reclamava el ducat (que no era hereditari). Sanx I Llop apareix com a ostatge a la cort carolíngia fins al 801. Altres possibles fills hipotètics serien:
- Garcia Llop, comte de Dax, mort en 816.
- Centul, pare de Llop Centul i de Garcia Centul comtes de Gascogna el 819.